# Riserva naturale integrale Complesso speleologico Villasmundo-Sant'Alfio
La Riserva naturale integrale Complesso Speleologico Villasmundo - S. Alfio è un'area naturale protetta istituita nel 1998 dalla Regione Sicilia ed ha un'estensione di circa 70 ettari. Il suo perimetro ricade all'interno del S.I.C. ITA090014 “Cozzo Ogliastri”, esteso 1.300 ettari. L'area, ubicata nella Sicilia sud-orientale, si trova nel territorio del comune di Melilli (SR). L'ente gestore è l'Università degli Studi di Catania.

## Territorio

### Ipogeo (zona A, riserva integrale)
La riserva ipogea è accessibile solo da speleologi qualificati e autorizzati dal C.U.T.G.A.N.A. per finalità di ricerca. Alla grotta Villasmundo si giunge dalla base di una parete sita sulla sponda destra del torrente Cugno di Rio ed è lunga oltre 2 chilometri. L'ingresso della grotta Alfio, posto circa 60 metri a valle della precedente, ha uno sviluppo complessivo di 400 metri. La grotta del Vaso si apre sulla sponda sinistra del torrente Cugno di Rio, a circa 3 metri di altezza dal greto dello stesso.

### Epigeo (zona B, riserva naturale)
Comprende il vallone Cugno di Rio e la sponda destra del torrente Belluzza, limite settentrionale della Riserva ed offre aspetti paesaggistici diversi: da quelli freschi e ombrosi del sottobosco a quelli aridi ed assolati della prateria.

## Flora
Le formazioni boschive della zona epigea sono quelle a querce caducifoglie ed il bosco sempreverde di leccio.

## Fauna
La fauna è caratterizzata dalla presenza del coniglio selvatico, del riccio e dell'istrice ed ancora della volpe, della donnola e della martora. Presenti anche la ghiandaia, la gazza, il colombaccio, il passero solitario, la coturnice sicula, la poiana, il gheppio e l'allocco.
Degna di menzione nella fauna ipogea la presenza dell'artropode Armadillidium decorum.

### Complesso speleologico Villasmundo-Alfio

#### Storia
Il 20 febbraio 1977 gli speleologi del vecchio Gruppo Grotte Catania scoprirono lungo l'accidentato alveo del torrente Cugno di Rio, affluente del torrente Belluzza, i minuscoli ingressi di tre cavità. Venne scoperta la grotta ad andamento orizzontale più lunga di Sicilia. La gigantesca caverna, che venne in seguito chiamata Grotta di Villasmundo per la sua vicinanza a tale centro abitato (circa 5 km), è situata nella parte più a monte del piccolo ed ombreggiato canalone Cugno di Rio. Circa 60 m a valle di tale grotta si apre poi il visibile ingresso della seconda cavità scoperta in quel giorno, la Grotta Alfio che deve il suo singolare appellativo al nome che era inciso su una grossa radice situata nei suoi pressi. La terza cavità, collocata qualche centinaio di metri più a valle rispetto alle prime due, è di dimensioni molto ridotte; essa venne chiamata Grotta del Vaso perché durante le prime esplorazioni si rinvenne al suo interno il frammento di un vecchio orcio. La Grotta di Villasmundo apparve agli speleologi quasi come la grotta delle meraviglie di cui narrano le leggende. Dapprima si constatò come tale cavità fosse attiva (ovvero attraversata da ben tre corsi d'acqua, due fiumi perenni ed uno temporaneo) e quindi ancora in via di formazione; poi, mano a mano che l'esplorazione procedeva, vi si scoprirono una piccola cascata, due sifoni, vasti saloni di crollo, un lungo ramo fossile riccamente concrezionato; il tutto per una lunghezza di oltre 2 km di gallerie molto spesso di ciclopiche dimensioni. Tale sviluppo aumenta poi fino a 2675 m se alla lunghezza della Grotta di Villasmundo si sommano la lunghezza delle altre due grotte vicine. Dopo un lungo lavoro di scavo in quello che era allora ritenuto il punto estremo della cavità, ovvero l'ex Salone Terminale, nell'ottobre 1979 si riuscì infatti a penetrare dapprima in una galleria e poi in una grande sala di crollo al termine della quale venne scoperto un vasto lago sotterraneo dalle acque cristalline. Dal punto di vista geologico le dimensioni del lago (400 m² di sviluppo con una profondità di 56 m) apparvero agli increduli speleologi davvero inconsuete. La Grotta di Villasmundo nelle classifiche nazionali figura al 40º posto, ex aequo con altre 5 grotte che presentano uno sviluppo di almeno 2000 m. In Sicilia però continua a mantenere il primo posto nella graduatoria delle grotte siciliane ad andamento sub-orizzontale. La Grotta di Villasmundo rappresenta l'unico esempio attualmente noto in Sicilia di sistema carsico parzialmente attraversato da corsi d'acqua sempre attivi.

#### Descrizione delle cavità

##### Grotta di Villasmundo
L'ingresso della grotta è di dimensioni assai modeste, 1,50 m di larghezza per 0,80 m di altezza, e si apre a 130 m s.l.m. alla base della parete destra del Torrente Cugno di Rio e ai piedi di un salto di circa 3 m dell'alveo del torrente.
L'ingresso immette in un angusto cunicolo lungo circa 50 m cui segue un pozzo fusiforme profondo 16 m. Dopo il pozzo segue, per una lunghezza di circa 60 m, una serie di piccoli ambienti e strettoie intervallati da piccoli salti. Questo primo tratto di grotta, detto Ramo dell'ingresso, si congiunge ortogonalmente con una galleria di notevoli dimensioni. 
Discendendo sulla sinistra per 140 m il Ramo a Valle si raggiunge dapprima un altro tratto di galleria, lungo circa 40 m, interessato da abbondanti massi di crollo e fango e poi una frana che ostruisce tutto il condotto; risalendo invece verso destra, si percorre una galleria con andamento meandriforme a larghe anse, detta Galleria del Corso d'Acqua Principale. Risalendo ancora questa galleria lungo il Corso d'acqua Principale s'incontra dopo circa 50 m la cosiddetta Prima sala di Crollo, un allargamento della galleria interessato da un vasto crollo sotto cui scorrono le acque del torrente. Superata tale sala, la galleria continua in direzione NS; qui il torrente ridiventa percorribile per altri 80 m fino al cosiddetto Primo Sifone ove il condotto diviene impraticabile in quanto s'immerge al sotto del livello delle acque. Subito a monte del crollo infatti, un'altra grande galleria s'innesta lungo la parete sinistra del Corso d'Acqua Principale con direzione ortogonale ad esso. La nuova galleria, il cosiddetto Ramo dell'Affluente, è percorsa da un torrentello che confluisce nel corso d'Acqua Principale ed è subito interessata, per una lunghezza di circa 40 m, da un crollo di dimensioni simili al precedente; il vasto ambiente del crollo è chiamato la Seconda Sala di Crollo. Dopo tale Sala il Ramo dell'Affluente riprende molto alto e stretto con andamento meandriforme fino a giungere dopo 140 m alla base della Cascatella, un piccolo salto di 4 m. A monte di questa, l'ambiente si restringe in uno stretto cunicolo che prosegue in direzione NW per circa 300 m fino a diventare impraticabile. Da uno skargo in ripida salita collocato pochi metri prima della Sala della Cascatella si accede al Ramo Fossile, un vasto ramo della cavità non più interessato da passaggio idrico e perciò assai ricco di concrezioni. Questo ramo rappresenta il livello più alto del sistema carsico della Grotta di Villasmundo e si snoda con un andamento suborizzontale dapprima in direzione S, poi SW. Dopo circa 150 m la galleria principale presenta una biforcazione; a sinistra, un ramo seconddario con direzione S porta all'imponente Sala del Grande Scivolo di Fango, una sala di crollo lunga circa 50 m ed alta oltre 20 m; a destra la galleria principale prosegue invece in direzione SW per altri 50 m quando s'interrompe bruscamente con un salto di 10 m. Superato il salto ci si trova ad una biforcazione; da un lato, sulla destra, la galleria principale continua in direzione SW, mentre sulla sinistra si apre l'imboccatura di una nuova galleria che immette in un ramo secondario con direzione quasi normale alla precedente.
Procedendo a sinistra si giunge subito ad una saletta di crollo da cui si dipartono due diramazioni: la via di destra porta al cosiddetto Ramo Nero, una galleria dalle pareti ricoperte di fango lunga quasi 150 m che s'interrompe in una saletta di crollo; lungo la via di sinistra invece, dopo avere superato un ambiente di crollo in leggera discesa, s'incontra nuovamente per un breve tratto di 30 m il Corso d'Acqua Principale che si perde a valle in un insuperabile conoide di crollo ed a monte nel Secondo Sifone. Riprendendo invece a seguire il corso della galleria principale che si dirige verso SW, si attraversa dapprima il cosiddetto Ramo dei Crolli, una galleria di notevoli dimensioni (7 m di larghezza per 8 m di altezza), e si accede poi in una grande sala di crollo lunga circa 100 m chiamata Ex Salone Terminale orientata in direzione NNW-SSE. Si continua per circa 200 m attraversando una serie di sale di crollo fino a raggiungere una vasta galleria di erosione interamente occupata nei suoi 50 m di lunghezza da un lago curiosamente suddiviso in due parti da una imponente colata stalagmitica. Questo lago è chiamato Lago Terminale.

###### Idrologia della cavità
Allo stato attuale delle conoscenze il reticolo idrografico sotterraneo della Grotta di Villasmundo è schematizzabile nei seguenti elementi:
- Corso d'Acqua Principale: si sviluppa prevalentemente in condizioni freatiche e quindi in ambienti di difficile esplorazione. Per tale motivo lo si può seguire agevolmente solo in due distinti parti della cavità peraltro assai distanti tra loro;
- Affluente: questo corso d'acqua confluisce nel Corso d'Acqua Principale appena pochi metri a valle del Primo Sifone;
- Torrente del Ramo dell'Ingresso: questo corso d'acqua a carattere temporaneo rappresenta una perdita del Torrente Cugno di Rio e percorre la cavità dal suo ingresso fino ala confluenza con il collettore principale. Da questo punto le acque scorrono nel Ramo a Valle per poi perdersi in molteplici punti idrovori disposti lungo la galleria;
- Lago Terminale: le acque di questo ambiente occupano un volume di 20.000 m³. Allo stato attuale delle conoscenze, il lago non presenta altri apporti d'acqua all'infuori di quella proveniente da un discreto stillicidio. D'altra parte è stata osservata la presenza di un esiguo trabocco delle sue acque che si perdono in un piccolo cunicolo sul lato destro della galleria che precede il lago.

##### La Grotta Alfio
L'ingresso di questa cavità si apre a circa 60 m a valle di quello della Grotta di Villasmundo, 4 m più in alto del letto del torrente. L'imboccatura, di forma grosso modo rettangolare di m 0,8 per 1 m, immette in un cunicolo in discesa, che conduce dopo pochi metri ad un saltino in strettoia. La base di questo saltino comunica altresì direttamente con l'esterno attraverso un cunicolo impraticabile che parte dal letto del torrente, pochi metri a monte dell'ingresso della cavità. Alla base del salto si apre una saletta che immette in un laminatoio: dopo 5 m, al termine di questo, si apre un pozzo profondo 15 m a forma di fusoide. Dalla base del pozzo si diparte una successione di cunicoli di disagevole percorrenza, intervallati da pochi slarghi di piccole dimensioni. Questo sistema si sviluppa per circa 400 m; tali cunicoli si collegano infine a un vecchio collettore carsico in parte ostruito da crolli, probabilmente un tempo collegato alla Grotta del Vaso, distante poche decine di metri in linea d'aria.

###### Idrologia della cavità
Sotto il profilo idrologico la Grotta Alfio è da considerare ancora attiva; essa infatti costituisce un perditoio dell'alveo del Torrente Cugno di Rio. Tuttavia le acque non penetrano nella cavità attraverso il suo ingresso, ma da un piccolo cunicolo posto alla base del fianco destro dell'alveo, arretrato a monte di alcuni metri rispetto all'ingresso. La Grotta Alfio presenta molte analogie con il Ramo dell'Ingresso della Grotta di Villasmundo. Entrambi hanno svolto nel passato, ed ancora oggi, il ruolo di perditoi del torrente. Le acque che attualmente vengono canalizzate all'interno della Grotta Alfio defluiscono attraverso piccole condotte carsiche presenti sia sulla destra della galleria principale, sia negli ambienti terminali della cavità.

##### La Grotta del Vaso
L'ingresso della Grotta del Vaso si apre sulla parete sinistra della gola del Torrente Cugno di Rio, circa 365 m a valle dell'ingresso della Grotta Alfio e 320 m a monte della risorgenza superiore. L'apertura che si trova a circa 3 m di altezza dal greto del torrente, è nascosta alla vista da un rialzo di terra ed ha forma lenticolare, con la base costituita da detriti argilloso-sabbiosi. Il primo tratto della cavità, basso e in lieve discesa, dopo pochi metri si raccorda con un fondo circa pianeggiante, costituito da fini depositi alluvionali. Alla fine della galleria, sulla destra, si apre un passaggio largo circa 1 m che immette in una saletta di forma grossolanamente quadrangolare di circa 4 m di altezza.

###### Idrologia della cavità
La cavità si presenta attualmente in uno stato di fossilizzazione, ma la sua posizione sull'alveo del torrente, le dimensioni della galleria, le sue caratteristiche morfologiche e le possibili correlazioni con le altre cavità del Torrente Cugno di Rio, ci consentono di considerarla come la possibile risorgenza carsica degli antichi collettori fossili presenti nella Grotta di Villasmundo e nella Grotta di Alfio.

#### L'esplorazione subacquea del lago Terminale della grotta di Villasmundo
Il Lago della Grotta di Villasmundo venne scoperto nell'ottobre 1979 dopo un lungo lavoro di scavo in quello che era allora ritenuto il punto estremo della cavità, il Salone Terminale. La scoperta suscità subito un grande interesse sia dal punto di vista idrogeologico, per le inconsuete dimensioni del bacino sotterraneo (400 m² per oltre 50 m di profondità) sia dal punto di vista esplorativo, per la possibilità di individuare nelle pareti sommerse del lago una probabile prosecuzione della cavità stessa. Le notevoli difficoltà tecniche incontrate hanno permesso solo recentemente di completare l'esplorazione del lago, aprendo in tal modo la strada della formulazione di ipotesi verosimili sulle origini e stimolando gli speleosub a proseguire il lavoro di esplorazione nelle altre parti della cavità che oggi si sviluppano sotto il livello della falda acquifera.
Prima di esporre i risultati delle ricerche speleosubacquee effettuate nel Lago Terminale riteniamo utile aprire una breve parentesi per descrivere le attrezzature e le tecniche esplorative subacquee che sono state utilizzate all'interno della Grotta di Villasmundo. L "scuola" catanese speleosubacque, tra le poche in Italia e nel mondo, ha infatti prediletto fino alla fine degli anni 70, l utilizzazione in grotta dell'ARO, l'autorespiratore ad ossigeno puro. Questo respiratore riunisce in sé notevoli pregi e difetti non indifferenti che lo rendono in realtà assai pericoloso; da un lato, non essendo un'apparecchiatura "automatica", esso può essere utilizzato soltanto con estrema perizia, dopo un lungo periodo di allenamento e, si badi bene, soltanto fino alla profondità di 10-12 metri, ovvero in sifoni o specchi d'acqua poco profondi. Dall'altro lato questo respiratore unisce alla sua leggerezza ed al minimo ingombro anche una notevole autonomia operativa derivante dal suo particolare sistema di riciclaggio dell'ossigeno puro utilizzato. Inoltre, a differenza delle più moderne apparecchiature ad aria, esso infatti non produce bolle di gas esterne;bolle che, risalendo verso l'alto, producono inevitabilmente il distacco della fanghiglia depositatasi sulle pareti del sifone ed il consequenziale intorbidamento dell'acqua. Oggi l'ARO non viene più adoperato né in mare né in grotta, esso non viene neanche più prodotto industrialmente dalla Cressi, la ditta che era un tempo specializzata nella sua costruzione. Così anche la "scuola" catanese, ha finito per utilizzare il più moderno ARA, l'autorespiratore ad aria, che nonostante il suo notevole peso ed ingombro, permette di immergersi ben oltre i ristretti limiti consentiti dal respiratore ad ossigeno e garantisce inoltre, quando vengono assemblati insieme due o più autorespiratori autonomi per formare una bibombola o un tribombola, un elevato margine di sicurezza.